# Mitchell (Oregon)
Mitchell è una città degli Stati Uniti d'America situata nell'Oregon, nella Contea di Wheeler.